# Завкизода, Завки Амин
Завки́ Ами́н Завкизода́ (тадж. Завқизода Завқӣ Амин; 17 мая 1972, Московский район, Кулябская область, Таджикская ССР) — таджикский государственный деятель и экономист, доктор экономических наук (2006).

## Биография
Родился 17 мая 1972 года в Московском районе.
В 1995 году окончил Таджикский государственный университет по специальности «Бухгалтерский учет, аудит и анализ хозяйственной деятельности».
В 2001 году получил степень магистра экономического развития в Австралийском национальном университете, а в 2006 году получил степень доктора экономических наук в том же университете.

## Деятельность
- 1995—1996 гг. — экономист 1 класса отдела методологии Управления реализации денежно-кредитной политики Национального банка Таджикистана
- 1996—1997 гг. — экономист 1 класса отдела экономического анализа и прогнозирования Управления реализации денежно-кредитной политики Национального банка Таджикистана (НБТ).
- 1997—1998 гг. — главный экономист кредитного отдела Управления реализации денежно-кредитной политики НБТ.
- 1998—2002 гг. — начальник кредитного отдела Управления реализации денежно-кредитной политики НБТ.
- 2003—2006 гг. — докторант и преподаватель макроэкономики и финансов в Австралийском национальном университете.
- 2006—2007 гг. — заместитель начальника Управления операций на свободном рынке НБТ.
- 2007—2011 гг. — советник исполнительного директора Группы Всемирного банка и Исполнительного директора Международного валютного фонда — Представитель Республики Таджикистан в этих организациях
- 2011—2014 гг. — руководитель секретариата Консультативного совета при Президенте Республики Таджикистан по улучшению инвестиционного климата.
- 2014—2017 гг. — старший советник отдела содействия Президенту Республики Таджикистан по экономическим вопросам[2]
- 2017—2020 гг. — первый заместитель Министра экономического развития и торговли Республики Таджикистан.

С 4 января 2020 года распоряжением Президента страны назначен Министром экономического развития и торговли Республики Таджикистан.